# Beau Smith

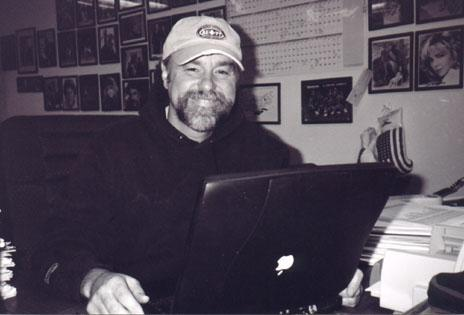
Beau Smith nel 2007

Beau Smith (Huntington, 17 dicembre 1954) è un fumettista statunitense, conosciuto per i suoi lavori per la DC Comics, Image Comics, IDW Publishing e per essere il vicepresidente del marketing per l'Eclipse Comics.